# Apophrixus
Apophrixus is een parasitair geslacht van pissebedden in de familie Bopyridae, en bevat de volgende soorten:
- Apophrixus constrictus Markham, 1982
- Apophrixus philippinensis Nierstrasz & Brender à Brandis, 1931